# Orientierung
Orientierung: katholische Blätter für weltanschauliche Information (em português: “Orientação: Folhas católicas sobre informação relativa à weltanschauung”) foi uma revista jesuíta publicada bisemanalmente entre 1947 e 2009 pelo Institut für Weltanschauliche Fragen (“Instituto para questões relativas à weltanschauung”), uma organização dedicada à apologética jesuítica com sede em Zurique.
As revistas antecessoras da Orientierung chamaram-se Antimarxistischer Mitteilungsdienst (“Serviço antimarxista de informação”) e Apologetische Blätter (“Folhas apologéticas”). O público-alvo da Orientierung era, segundo o redator jesuíta Ludwig Kaufmann, „leitores … que estão em busca do sentido das coisas e os quais gostamos de acompanhar nesta busca“. Destacaram-se como redatores Mario von Galli e Ludwig Kaufmann. A revista alcançou a maior tiragem „na década que seguiu o Concílio Vaticano II“. „Com a erosão do Milieukatholozismus, e com a mudança da função social da religião em geral na sociedade moderna e pós-moderna, a revista perdeu uma parte importante de seus leitores tradicionais.“
Todas as edições da revista foram disponibilizadas em linha pelo Institut für Weltanschauliche Fragen.